# Cyprinella stigmatura
Cyprinella stigmatura är en fiskart som först beskrevs av Jordan, 1877.  Cyprinella stigmatura ingår i släktet Cyprinella och familjen karpfiskar. Inga underarter finns listade i Catalogue of Life.